# Precis ceryne
Precis ceryne är en fjärilsart som beskrevs av Jean Baptiste Boisduval 1847. Precis ceryne ingår i släktet Precis och familjen praktfjärilar. Inga underarter finns listade i Catalogue of Life.

## Bildgalleri

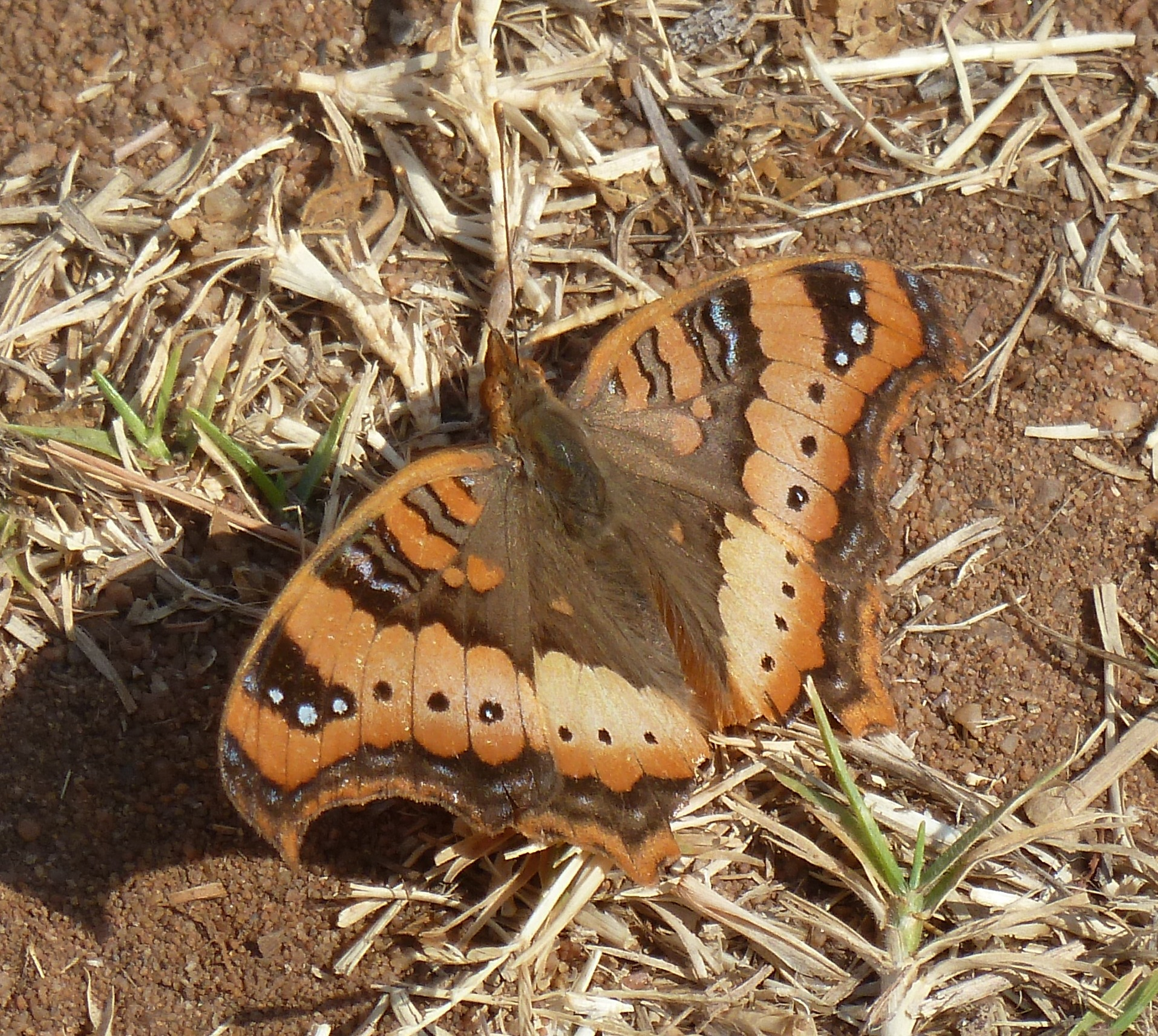